# Adalbéron II de Styrie
Pour les articles homonymes, voir Adalbéron et Adalbéron II.
Adalbéron II dit le Rude, mort vers 1082, un membre de la dynastie des « Otakars », fut margrave de Styrie de 1075 jusqu'en 1082.

## Biographie
Il était l'aîné des fils du margrave Ottokar Ier de Styrie et de son épouse Willibirg, peut-être une fille de Duc Adalbéron Ier d'Eppenstein, duc de Carinthie. Il a succédé à son père après sa mort en 1075.
Comme son père, Adalbéron fait face au roi Henri IV dans la féroce querelle des Investitures, qui conduit à une confrontation avec son jeune frère, Ottokar II, allié du pape Grégoire VII. En 1082, Adalbéron finalement été contraint de démissionner en faveur de son frère et il fut tué peu de temps après.